# 海上公試
海上公試（かいじょうこうし）とは、船舶建造の最終段階で行う性能試験のこと。改装工事などで性能に変化があった時も行われる。船舶が全てにおいて所定の性能を有するか否かを確認する、いわば最終テストである。海上公試運転、公試運転、または単に公試とも呼ばれる。一般商船の場合は通常数日で終了するが、大型艦艇の場合は数ヶ月にわたり、延べ30日以上の海上公試を行う場合もある。その後最終艤装や仕上げ塗装を行い、就役となる。
海上公試は、船の性能を調べる艦船公試と搭載兵器の性能を調べる武器公試（軍艦などの場合）に大別される。

## 艦船公試
艦船公試では、旋回試験、速力試験、燃費計測、クラッシュ・ストップ・アスターン試験、その他各種計器のテストなどが行われる。

### 全速航行試験
艦艇の全速を出す速力試験。

### 速力試験
エンジン出力を段階的に変化させ、その時の船の速度を計測する試験。一定の距離を舵を切らずに直線で通過し速度を計測する。風や潮流の影響を排除するため、同一区間を数往復し、その平均をとる。1960年代までは1海里の間隔で設置された標柱（東京湾口の館山沖など）の間を直進してその通過時間から速力を求めていた。海上交通の混雑が激しい現在では任意の地点で直線航行し、航跡記録から速力を求める方式が主流となっている。

### クラッシュ・ストップ・アスターン試験
エンジンを全速前進から、中立、全速後進とし、船を急停止させるテスト。エンジンが壊れることを覚悟で急停止しなければならない場面を想定してのテストなのでクラッシュ～の名が付いている。ちなみに「スターン」は船尾を指すことから後進（a Stern：アスターン）の原義となった。

## 武器公試
例）日本海軍では「兵装公試」と呼び、以下の項目があった。
- 砲熕兵装公試：砲熕公試
- 発煙兵装公試：発煙器公試、
- 光学兵装公試：潜望鏡公試、測距儀公試、他
- 魚雷兵装公試：発射管公試、空気圧縮ポンプ公試
- 機雷兵装公試：機雷敷設装置公試、妨掃具敷設公試
- 掃海兵装公試：大掃海具曳航装置公試、防雷具敷設装置公試
- 対潜兵装公試：投射機公試、他
- 水中測的兵装公試：探信儀公試、水中聴音機公試
- 航海兵装公試：羅針儀公試、航跡自画装置公試
- 無線兵装公試：送信機公試、受信機公試、他
- 電気兵装公試：発電機公試、探照燈公試、他
- 航空兵装公試：射出機公試、飛行機（艦載機）着艦装置公試